# Jacobus George Marie van de Plassche
Luitenant-kolonel Jacobus George Marie van de Plassche (geboren 18 juni 1888, overleden 7 april 1961) was vanaf de jaren '30 hoofd van de Generale Staf sectie IIIA van het Nederlandse leger, en daarmee verantwoordelijk voor het vergaren van inlichtingen over het buitenland. Van de Plassche's tweede man was vanaf 1934 de kapitein Olifiers, en de sectie werd verder voornamelijk bemand door onderofficieren van de Cavalerie en de Koninklijke Marechaussee, waaronder de opperwachtmeester Theo Haze.
Onder leiding van Van de Plassche en Olifiers (die speciaal met Duitsland was belast) wist GS-IIIA veel informatie te verzamelen over de Duitse oorlogshandelingen, en de voorgenomen inval van Nederland. Met name de in het grensgebied gestationeerde agenten spraken vaak Duits op een goed niveau, en hadden goede contacten over die grens. Ook werd gebruikgemaakt van Duitse kranten en Nederlandse zakenlieden die informatie uit Duitsland meebrachten.
Overigens nam Van de Plassche de informatie die hem bereikte niet altijd serieus, Toen zijn ondergeschikte Haze enkele dagen voor de inval van de Duitsers doorgaf van de invasieplannen gehoord te hebben werd hem te verstaan gegeven dat hij geen onrust moest zaaien. Ook de waarschuwingen van de majoor Bert Sas werden in de wind geslagen, onder andere als gevolg van het "onderzoek" van overste Gijsberti Hodenpijl die aangaf dat de berichtgeving van Sas niet au sérieux genomen moest worden, dat deze overspannen was.